# Thomas Mattingly
Thomas Kenneth Mattingly (17. března 1936 Chicago, Illinois, USA – 31. října 2023 Arlington County, Virginie, USA) byl americký vojenský letec a astronaut, který se v roce 1972 zúčastnil letu do vesmíru v rámci programu Apollo a dvou letů s raketoplánem v letech 1982 a 1985. Ve vesmíru strávil více než 21 dní.

## Život

### Mládí a výcvik
Základní i střední školu vychodil na Floridě, pak studoval na Miami Edison High School. Titul leteckého inženýra získal po ukončení studií na Auburn University v Alabamě v roce 1958. Poté se stal námořním stíhacím letcem na letadlových lodí USS Saratoga a USS Franklin D. Roosevelt. Zde sloužil pět let. Pak následovalo zaškolení na zkušebního letce a v roce 1966 se dostal do páté skupiny amerických astronautů. U NASA setrval do roku 1985.
Byl jmenován do hlavní posádky Apolla 13, ale kvůli zarděnkám, které se vyskytly v jeho rodině (on sám se však nenakazil), byl vyměněn; na vesmír tak musel čekat v plném výcviku dál. Také se oženil a měl jedno dítě.

### Lety do vesmíru
Poprvé do vesmíru vzlétl 16. dubna 1972 jako pilot velitelského modulu Apolla 16 při misi na Měsíc. Start proběhl z kosmodromu na mysu Canaveral, kosmická loď přeletěla na oběžnou dráhu Měsíce. Jeho kolegové John Young a Charles Duke přistáli na povrchu, Mattingly kroužil dál ve velitelském modulu na měsíční oběžné dráze. Po návratu lunárního modulu posádka odstartovala z měsíční orbity na cestu zpět. Během přeletu vystoupil Thomas Mattingly na 1 hodinu a 24 minut do otevřeného vesmíru, aby z povrchu modulu odebral vzorky a fotografický materiál. Apollo 16 přistálo 27. dubna v 19.45 UTC s pomocí padáků do Tichého oceánu.

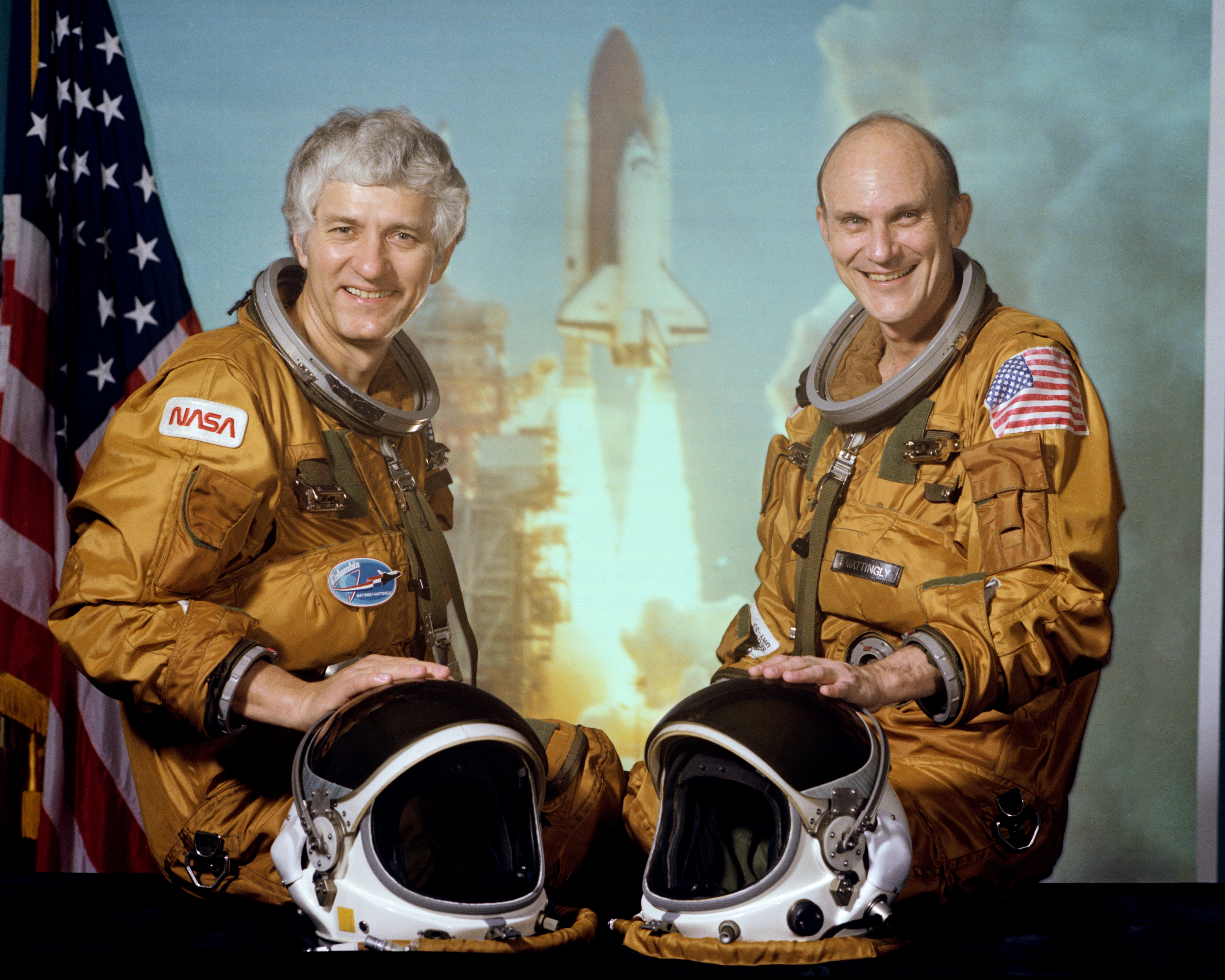
Posádka STS-4 – Hartsfield a Mattingly

Druhý let absolvoval po desetileté pauze vyplněné výcvikem. Bylo to na palubě raketoplánu Columbia při misi STS-4, která odstartovala z Floridy z Kennedyho vesmírného střediska v červnu 1982. S Mattinglym, který byl velitelem letu, letěl jako pilot Henry Hartsfield. Tento zkušební let raketoplánu byl věnován hlavně požadavkům armády, v nákladovém prostoru byly umístěny vojenské experimenty. Astronauti přistáli po sedmi dnech na Edwardsově letecké základně v Mohavské poušti v Kalifornii.
Potřetí letěl do vesmíru v roce 1985 a opět to byla expedice vojenská. Na palubě raketoplánu Discovery s ním letěli čtyři vojáci – Loren Shriver, Ellison Onizuka, James Buchli a Gary Payton a novináři kvůli utajení k místu startu ani neměli přístup. Jedním z dosažených cílů bylo vypuštění špionážní družice Magnum nad Indický oceán. Astronauti přistáli 27. ledna 1985 na Kennedyho vesmírném středisku na Floridě.
Ve vesmíru byl třikrát, strávil v něm 21 dní. Po svém třetím letu z NASA odešel.
- Apollo 16 (16. dubna 1972 – 27. dubna 1972)
- STS-4 (27. června 1982 – 4. července 1982)
- STS-51-C (24. ledna 1985 – 27. ledna 1985)

### Po odchodu z NASA
- V roce 1993 byl zaměstnán u Grumman Space Station Program Support Div. v městě Reston.
- V roce 1994 byl viceprezidentem společnosti Martin Marietta Astronautics v Denveru.